# ماریا گوریجیوا
ماریا گوریجیوا (ارمنی: Մարիա Գորիչևա؛  ۲۲ ژانویهٔ ۱۸۸۷ – ۱۹ ژانویهٔ ۱۹۶۷) یک بازیگر اهل ارمنستان بود. وی بین سال‌های ۱۹۱۵ تا ۱۹۴۰ میلادی فعالیت می‌کرد.

## زندگی‌نامه
وی با نام اصلی ماریا کازانچیان (ارمنی: Մարիա Կազանջյան (Կազանջիևա) در ۲۲ ژانویهٔ ۱۸۸۷ در آستراخان به دنیا آمد و از دوره‌های سن هنری دراماتیک پترزبورگ فارغ‌التحصیل شد.  وی در ۱۹ ژانویهٔ ۱۹۶۷ در سن ۷۹ سالگی در مسکو درگذشت و در آرامستان ویدنسکیه به خاک سپرده شد.

## یادداشت
1. ↑  Վվեդենսկոե գերեզմանատուն
2. ↑  St. Petersburg Dramatic Art Courses